# Majibacoa
Majibacoa es un municipio de la provincia de Las Tunas, en la República de Cuba. 
Su cabecera municipal es el poblado de Calixto y el municipio se encuentra a aproximadamente 19 km de distancia de la ciudad de Las Tunas, capital provincial. 
Cuenta con una extensión territorial de 709,3 km² y unos 41,431 habitantes (2017).